# Wolfsberg
Wolfsberg (în slovenă Volšperk) este un oraș în districtul Wolfsberg, landul Carintia, Austria. Populația sa este de 24.993 de locuitori.

## Politică

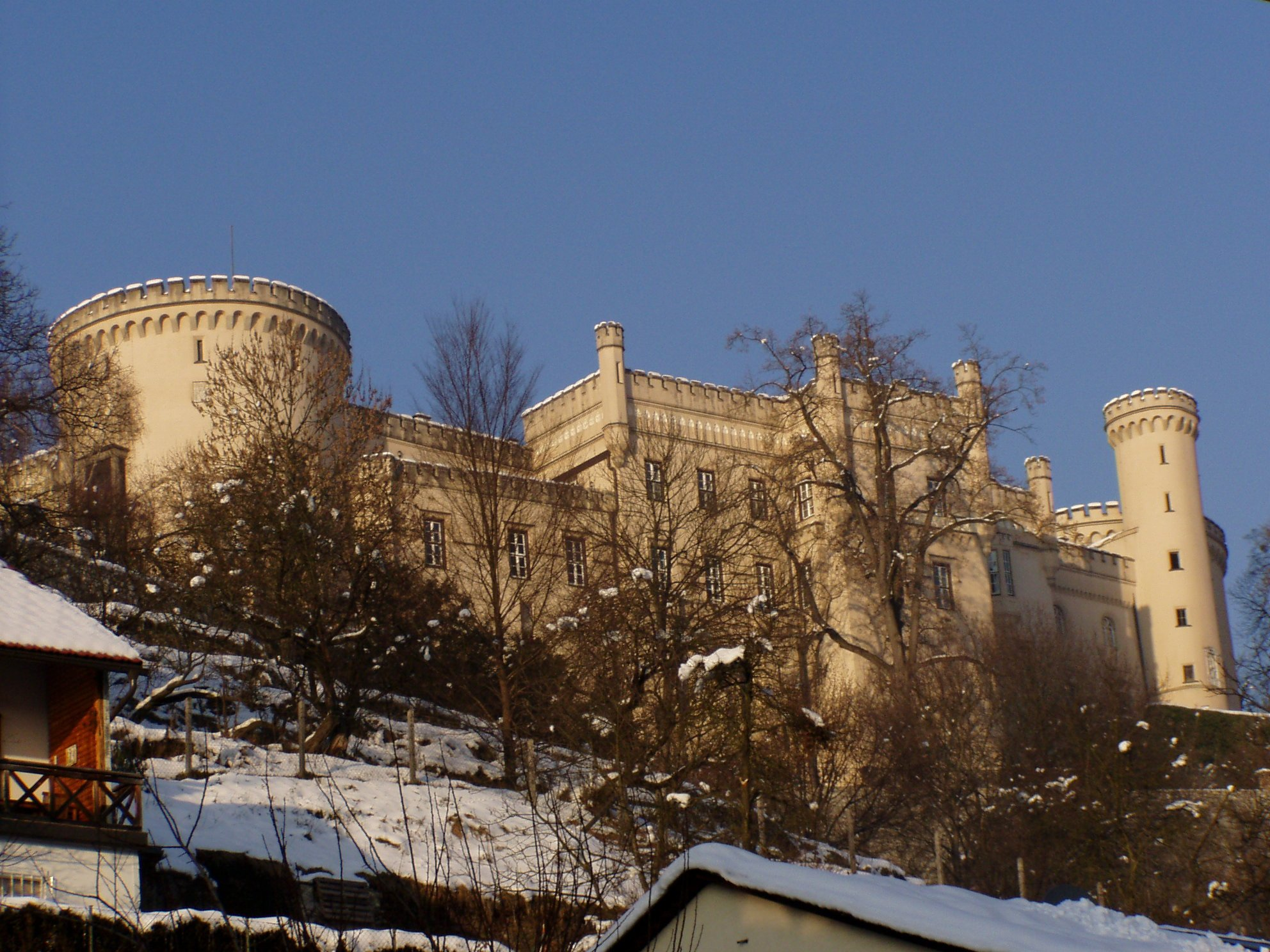
Castelul Wolfsberg

### Primarul
Primarul este Hans-Peter Schlagholz, membru al Partidului Social-Democrat Austriac.

### Consiliul
- SPÖ: 20
- ÖVP: 5
- FPÖ: 5
- NEOS: 3
- Verzii: 2

## Legături externe
- Site oficial al orașului Arhivat în 3 iulie 2017, la Wayback Machine.